# Leptothorax cabrerae
Leptothorax cabrerae är en myrart som beskrevs av Auguste-Henri Forel 1893. Leptothorax cabrerae ingår i släktet smalmyror, och familjen myror.

## Underarter
Arten delas in i följande underarter:
- L. c. cabrerae
- L. c. productus